# Harz (Landkreis Goslar)
Harz (Landkreis Goslar) är ett kommunfritt område i Landkreis Goslar i förbundslandet Niedersachsen i Tyskland.